# Jean-Denis Dupré
Pour les articles homonymes, voir Dupré.
Jean-Denis Dupré (né à Paris le 9 octobre 1706 et mort à Paris le 30 avril 1782) est un danseur français.
Fils du maître à danser parisien Jean Dupré, il tint les seconds rôles à l'Académie royale de musique de Paris jusqu'en 1757.
Il fut membre de l'Académie royale de danse durant de nombreuses années.
En 1756, il a donné Le Tableau de la Gloire (avec Raymond-Balthazar Dourdé), ballet représenté au Collège Louis-le-Grand.
On l'appelait « Dupré cadet » pour le distinguer de l'autre danseur nommé Dupré, Louis Dupré, dit « le Grand Dupré », qui était par ailleurs l'oncle maternel de son épouse.